# Battaglia di Nashinokidaira
La Battaglia di Nashinokidaira (梨の木平の戦い?) fu una delle tante battaglie combattute dai Clan Takeda e Hōjō durante il periodo Sengoku. L'8 luglio di quell'anno Takeda Nobutora ebbe la meglio su Hōjō Ujitsuna.